# 永井豪的Q版世界
《永井豪的Q版世界》（CBキャラ 永井豪ワールド）是永井豪作品原作改编的OVA，於1991年发售共3集VHS，在2007年6月22日由萬代影視发售DVD-BOX。

## 登場人物

### 主要人物
- 不動明（ふどう あきら）（配音：速水獎）

「惡魔人」的男主角，黑髮黑瞳的少年，為了守護人類成為惡魔人。
- 飛鳥了（あすか りょう）（配音：水島裕）

「惡魔人」的第二男主角，金髮碧眼的少年，但其實真正身份為擁有雙性性徵的撒旦。
- 兜甲兒（兜甲児）（配音：山口勝平）

「無敵鐵金剛」的男主角，為兜十藏博士的長孫和兜劍造的長子，是無敵鐵金剛Z的駕駛員。
- 牧村美樹（まきむら みき）（配音：高野槇 じゅん（日语：澄川真琴））

「惡魔人」的女主角，是不動明的戀人。
- 弓沙也加（弓さやか）（配音：大谷育江）

「無敵鐵金剛」的女主角，為弓弦之助的獨生女，是木蘭號的駕駛員，和兜甲兒是「朋友以上，戀人未滿」的關係。
- 地獄博士（Dr.ヘル）

「無敵鐵金剛」的最大反派，邪惡天才科學家，目的是征服世界。
- 阿修羅男爵（あしゅら男爵）（配音：山寺宏一（男）、島津冴子（女））

「無敵鐵金剛」的反派，是地獄博士的幹部之一，為鐵面人軍團的統率者，目的是征服世界。

## 主題歌
片頭曲「俺がこの世の主人公」
作詞：カンちゃん / 作曲：川井憲次 / 歌：石原慎一
片尾曲「Pending Now!」
作詞：カンちゃん / 作曲：川井憲次 / 歌：廣谷淳子

## 工作人员
- 原作：永井豪
- 企画：ダイナミック企画
- 監督、背景绘画：飯田つとむ
- 演出：矢吹勉
- 角色设计、作画監督：小松原一男
- 美術監督：金箱良成
- 撮影監督：藤倉直人
- 音響監督：千葉繁
- 音樂：川井憲次
- 製作：ダイナミックプロ、TRIANGLE STAFF
- 製作：萬代

## 各話列表
| 話數 | 標題 | 發售日        |
| ---- | ---- | ------------- |
| 1    |      | 1991年2月21日 |
| 2    |      | 1991年4月25日 |
| 3    |      | 1991年6月27日 |